# Льюис, Кайра
Ка́йра О́ндреа Лью́ис мла́дший (англ. Kira Aundrea Lewis Jr.; род. 6 апреля 2001 года в Медианвилле, штат Алабама, США) — американский профессиональный баскетболист, в последнее время выступавший в НБА за клуб «Юта Джаз». Играет на позиции разыгрывающего защитника. На студенческом уровне выступал за команду Алабамского университета «Алабама Кримсон Тайд». На драфте НБА 2020 года он был выбран под тринадцатым номером командой «Нью-Орлеан Пеликанс».

## Профессиональная карьера

### Нью-Орлеан Пеликанс (2020—2024)
Льюис был выбран под 13-м номером на драфте НБА 2020 года командой «Нью-Орлеан Пеликанс». 30 ноября 2020 года подписал контракт новичка с Новым Орлеаном, рассчитанный на 4 года. 29 декабря Льюис дебютировал в НБА, выйдя со скамейки запасных, и набрал 4 очка, 1 передачу и 1 перехват за 10 минут в поражении от «Финикс Санз» со счётом 86—111.

### Торонто Рэпторс (2024)
17 января 2024 года Льюис и пик второго раунда 2024 года были обменяны в «Индиана Пэйсерс» на денежную компенсацию, после чего игрок был обменян в «Торонто Рэпторс» вместе с Брюсом Брауном, Джорданом Нворой и тремя пиками первого раунда на Паскаля Сиакама.
19 января 2024 года «Рэпторс» направили Льюиса в свой фарм-клуб в Джи-Лиге НБА «Рэпторс 905».

### Юта Джаз (2024)
Сыграв всего две минуты в одной игре с «Рэпторс», Льюис был обменян в «Юту Джаз» вместе с Отто Портером (младшим) и пиком первого раунда драфта 2024 года на Келли Олиника и Очая Агбаджи.
9 августа 2024 года «Юта» отчислила игрока.

## Карьера в сборной
В 2019 году выступал за сборную США U19 на чемпионате мира U19, проходившем в Ираклионе, Греция. На том турнире Льюис набирал в среднем 4 очка и 1,6 передач за игру и стал чемпионом мира.

## Статистика

### Статистика в НБА
| Сезон                                                                                    | Команда    | Регулярный сезон | Регулярный сезон | Регулярный сезон | Регулярный сезон | Регулярный сезон | Регулярный сезон | Регулярный сезон | Регулярный сезон | Регулярный сезон | Регулярный сезон | Регулярный сезон | Серия плей-офф | Серия плей-офф | Серия плей-офф | Серия плей-офф | Серия плей-офф | Серия плей-офф | Серия плей-офф | Серия плей-офф | Серия плей-офф | Серия плей-офф | Серия плей-офф |
| Сезон                                                                                    | Команда    | GP               | GS               | MPG              | FG%              | 3P%              | FT%              | RPG              | APG              | SPG              | BPG              | PPG              | GP             | GS             | MPG            | FG%            | 3P%            | FT%            | RPG            | APG            | SPG            | BPG            | PPG            |
| ---------------------------------------------------------------------------------------- | ---------- | ---------------- | ---------------- | ---------------- | ---------------- | ---------------- | ---------------- | ---------------- | ---------------- | ---------------- | ---------------- | ---------------- | -------------- | -------------- | -------------- | -------------- | -------------- | -------------- | -------------- | -------------- | -------------- | -------------- | -------------- |
| 2020/21                                                                                  | Нью-Орлеан | 54               | 0                | 16,7             | 38,6             | 33,3             | 84,3             | 1,3              | 2,3              | 0,7              | 0,2              | 6,4              | Не участвовал  | Не участвовал  | Не участвовал  | Не участвовал  | Не участвовал  | Не участвовал  | Не участвовал  | Не участвовал  | Не участвовал  | Не участвовал  | Не участвовал  |
| 2021/22                                                                                  | Нью-Орлеан | 24               | 0                | 14,2             | 40,4             | 22,4             | 83,3             | 1,6              | 2,0              | 0,5              | 0,0              | 5,9              | Не участвовал  | Не участвовал  | Не участвовал  | Не участвовал  | Не участвовал  | Не участвовал  | Не участвовал  | Не участвовал  | Не участвовал  | Не участвовал  | Не участвовал  |
| 2022/23                                                                                  | Нью-Орлеан | 25               | 0                | 9,4              | 45,5             | 44,1             | 86,4             | 1,3              | 0,9              | 0,4              | 0,1              | 4,6              | Не участвовал  | Не участвовал  | Не участвовал  | Не участвовал  | Не участвовал  | Не участвовал  | Не участвовал  | Не участвовал  | Не участвовал  | Не участвовал  | Не участвовал  |
| 2023/24                                                                                  | Нью-Орлеан | 15               | 0                | 9,6              | 30,8             | 10,0             | 90,9             | 0,9              | 1,2              | 0,3              | 0,1              | 2,9              | Не участвовал  | Не участвовал  | Не участвовал  | Не участвовал  | Не участвовал  | Не участвовал  | Не участвовал  | Не участвовал  | Не участвовал  | Не участвовал  | Не участвовал  |
| 2023/24                                                                                  | Торонто    | 1                | 0                | 1,6              | -                | -                | -                | 0,0              | 0,0              | 0,0              | 0,0              | 0,0              | Не участвовал  | Не участвовал  | Не участвовал  | Не участвовал  | Не участвовал  | Не участвовал  | Не участвовал  | Не участвовал  | Не участвовал  | Не участвовал  | Не участвовал  |
| 2023/24                                                                                  | Юта        | 12               | 0                | 9,9              | 45,0             | 15,4             | 77,8             | 1,0              | 1,6              | 0,3              | 0,1              | 3,8              | Не участвовал  | Не участвовал  | Не участвовал  | Не участвовал  | Не участвовал  | Не участвовал  | Не участвовал  | Не участвовал  | Не участвовал  | Не участвовал  | Не участвовал  |
|                                                                                          | Всего      | 131              | 0                | 13,3             | 39,7             | 29,4             | 84,8             | 1,3              | 1,8              | 0,5              | 0,1              | 5,2              | Не участвовал  | Не участвовал  | Не участвовал  | Не участвовал  | Не участвовал  | Не участвовал  | Не участвовал  | Не участвовал  | Не участвовал  | Не участвовал  | Не участвовал  |
| Наведите курсор мыши на аббревиатуры в заголовке таблицы, чтобы прочесть их расшифровку. |            |                  |                  |                  |                  |                  |                  |                  |                  |                  |                  |                  |                |                |                |                |                |                |                |                |                |                |                |

### Статистика в NCAA
| Сезон | Команда | Conf  | Class | GP | GS | MPG  | FG%  | 3P%  | FT%  | RPG | APG | SPG | BPG | PPG  |
| --- | ------- | ----- | ----- | -- | -- | ---- | ---- | ---- | ---- | --- | --- | --- | --- | ---- |
| 2018/19 | Алабама | SEC   | FR    | 34 | 34 | 31,6 | 43,3 | 35,8 | 78,3 | 2,6 | 2,9 | 0,8 | 0,3 | 13,5 |
| 2019/20 | Алабама | SEC   | SO    | 31 | 31 | 37,6 | 45,9 | 36,6 | 80,2 | 4,8 | 5,2 | 1,8 | 0,6 | 18,5 |
| Всего | Всего   | Всего | Всего | 65 | 65 | 34,5 | 44,7 | 36,2 | 79,3 | 3,6 | 4,0 | 1,3 | 0,4 | 15,9 |
| Наведите курсор мыши на аббревиатуры в заголовке таблицы, чтобы прочесть их расшифровку Статистика приведена с сайта sports-reference.com |         |       |       |    |    |      |      |      |      |     |     |     |     |      |